# Bryum thomasii
Bryum thomasii är en bladmossart från Nya Zeeland som beskrevs av R. Brown ter 1899. Dess status som art är dock oklar då den inte har granskats efter 1963. Bryum thomasii placeras i släktet bryummossor, och familjen Bryaceae. Inga underarter finns listade i Catalogue of Life.